# The Simpsons (28.ª temporada)
A vigésima oitava temporada da série animada de televisão Os Simpsons começou a ser exibida na Fox nos Estados Unidos em 25 de setembro de 2016, e terminou em 21 de Maio de 2017. Em 4 de Maio de 2015, a Fox anunciou que Os Simpsons tinha sido renovada para a 28ª temporada.
Nesta temporada inclui o 600º episódio da série, "Treehouse of Horror XXVII". Em 31 de agosto de 2016, foi anunciado que um episódio intitulado "Caper Chase", inspirado Trump University, iria ao ar dia, em 2017; o episódio foi ao ar no dia 2 de abril.
Esta temporada também inclui a primeira hora do episódio, "O Great Phatsby", uma paródia de O Grande Gatsby. Outros ventos dignos de nota incluem um episódio com a temática de Pokémon Go ("Looking for Mr. Goodbart"), a paródia de Robot Chicken e Adventure Time, um episódio que mostra como o Homer aprendeu a sentir-se melhor com a comida ("Fatzcarraldo"), Mr. Burns, contrata todos os Simpsons (exceto Homer) para fingir ser sua família ("Friends and Family"), e Glenn Close retornando como Mona.

## Episódios
| Total | Episódio | Título em inglês                    | Diretor(es):                 | Escritor(es):                                | Transmissão original    | Código        | Audiência (em milhões) |
| --- | -------- | ----------------------------------- | ---------------------------- | -------------------------------------------- | ----------------------- | ------------- | ---------------------- |
| 597 | 1        | "Monty Burns' Fleeing Circus"       | Matthew Nastuk               | Tom Gammill & Max Pross                      | 25 de setembro de 2016  | VABF20        | 3.36                   |
| O Sr. Burns coloca um show de talentos no Springfield Bowl em troca de reconstruir a cidade, depois de ser queimada. No entanto, o evento traz de volta memórias ruins do velho que o bombardeou quando ele se apresentou há 100 anos, Burns tenta reunir a coragem para realizar novamente em um esforço para redimir-se. Convidados: Amy Schumer como Burns e Pendleton Ward como ele mesmo |          |                                     |                              |                                              |                         |               |                        |
| 598 | 2        | "Friends and Family"                | Lance Kramer                 | J. Stewart Burns                             | 2 de outubro de 2016    | VABF18        | 6.00                   |
| Homer encontra uma nova amiga,uma mulher que age como ele, enquanto Sr. Burns busca um grupo para interpretar sua família de realidade virtual, isso o leva a contratar Marge, Bart, Lisa e Maggie, já que Burns pretende jogar como pai. Convidados: Allison Janney como Julia |          |                                     |                              |                                              |                         |               |                        |
| 599 | 3        | "The Town"                          | Rob Oliver                   | Dave King                                    | 9 de outubro de 2016    | VABF17        | 3.22                   |
| omer leva a família em um "cateto de ódio" para Boston, quando ele pega Bart torcendo para um time de futebol rival. Mas depois de descobrir o apelo dos bolinhos sobre seus bolinhos regulares e encontrar um melhor trabalho de inspetor de segurança em uma fábrica de doces, eles concordam em se mudar para lá. Enquanto isso, Lisa descobre o quanto Boston tem para oferecer academicamente em comparação com Springfield. Convidados: Bill Burr como Townie, Michael Chiklis como ele mesmo, Rachel Dratch como doutora, Doris Kearns Goodwin como ela mesma e Dana Gould como Murphy |          |                                     |                              |                                              |                         |               |                        |
| 600 | 4        | "Treehouse of Horror XXVII"         | Steven Dean Moore            | Joel H. Cohen                                | 16 de outubro de 2016   | VABF16        | 7.44                   |
| No 27º evento anual Especial de Halloween dos Simpsons , o Sr. Burns faz as crianças lutarem até a morte por um dia em seu reservatório pessoal, o amigo imaginário de Lisa mata seus verdadeiros amigos e Bart é recrutado para o grupo de agentes secretos de Moe. Convidados: Drew Carey como ele mesmo, Donald Fagen como ele mesmo, Kelsey Grammer como Sideshow Bob, Maurice LaMarche, Judith Owen como ela mesma e Sarah Silverman como Rachel |          |                                     |                              |                                              |                         |               |                        |
| 601 | 5        | "Trust but Clarify"                 | Michael Polcino              | Harry Shearer                                | 23 de outubro de 2016   | VABF21        | 3.36                   |
| Bart e Lisa investigam os novos doces "Krustaceans" da Krusty, enquanto Homer pede a Marge que o ajude a se vestir para uma promoção na usina nuclear e Kent Brockman lida com o mundo da mídia em mudança. Convidados: Dan Rather como ele mesmo |          |                                     |                              |                                              |                         |               |                        |
| 602 | 6        | "There Will Be Buds"                | Matthew Faughnan             | Matt Selman                                  | 6 de novembro de 2016   | VABF22        | 3.14                   |
| Homer treinou a equipe de lacrosse das crianças com o pai de Milhouse, Kirk, que realmente precisa de um amigo. Kirk então desaparece ao ouvir Homer discordar sobre ele ser um perdedor, assim como a equipe o precisa para o jogo do campeonato. |          |                                     |                              |                                              |                         |               |                        |
| 603 | 7        | "Havana Wild Weekend"               | Bob Anderson                 | Dan Castellaneta, Deb Lacusta & Peter Tilden | 13 de novembro de 2016  | VABF19        | 7.13                   |
| Os Simpsons vão a Cuba para obter cuidados médicos baratos de Abe, desde a casa de aposentadoria e ao V.A. O hospital não pode resolver seus problemas de saúde. Convidados: Stacy Keach como H.K. Duff e Deb Lacusta como Isabella |          |                                     |                              |                                              |                         |               |                        |
| 604 | 8        | "Dad Behavior"                      | Steven Dean Moore            | Ryan Koh                                     | 20 de novembro de 2016  | WABF01        | 2.88                   |
| Homer descobre um novo aplicativo que facilita sua vida, e Abe descobre que ele vai ser pai de novo. Convidados: Matt Leinart como ele mesmo |          |                                     |                              |                                              |                         |               |                        |
| 605 | 9        | "The Last Traction Hero"            | Bob Anderson                 | Bill Odenkirk                                | 4 de dezembro de 2016   | WABF03        | 5.77                   |
| Homer fica ferido em um acidente de trabalho, e Marge se transforma em uma fonte inesperada de romance. Enquanto isso, Lisa é feita "monitora de ônibus". |          |                                     |                              |                                              |                         |               |                        |
| 606 | 10       | "The Nightmare After Krustmas"      | Rob Oliver                   | Jeff Westbrook                               | 11 de dezembro de 2016  | WABF02        | 5.60                   |
| Krusty e sua filha passaram o Natal com os Simpsons. Enquanto isso, o Reverendo Lovejoy procura converster as pessoas para aumentar o comparecimento da igreja, e um brinquedo de Natal assusta Maggie. Convidados: Wayne Gretzky como ele mesmo, Theo Jansen como ele mesmo, Natasha Lyonne como Sophie e Jackie Mason como Rabbi Krustofsky |          |                                     |                              |                                              |                         |               |                        |
| 607 | 11       | "Pork and Burns"                    | Matthew Nastuk               | Rob LaZebnik                                 | 8 de janeiro de 2017    | WABF06        | 8.19                   |
| Marge é inspirada em um livro japonês sobre o minimalismo para se adaptar a um novo modo de vida, de modo que os Simpsons têm que se separar dos itens que já não trazem alegria, o que inclui o Homer encontrar uma nova casa para o porco da família, Plopper. Convidados: Joyce Carol Oates como ela mesma e Michael York como Dr. Budgie |          |                                     |                              |                                              |                         |               |                        |
| 608–609 | 1213     | "The Great Phatsby: Part One & Two" | Chris ClementsTimothy Bailey | Dan Greaney Dan Greaney, Matt Selman         | 15 de janeiro de 2017   | WABF04 WABF05 | 6.90                   |
| O Sr. Burns faz vingança contra o magnata da música que o enganou com a ajuda da ex-esposa do magnata, o rapper Jazzy James, Homer e Bart. Convidados: Charles Barkley com ele mesmo, Common como ele mesmo, Taraji P. Henson como Praline, Keegan-Michael Key como Jazzy James, RZA como ele mesmo, Kevin Michael Richardson como Jay G e Snoop Dogg como ele mesmo |          |                                     |                              |                                              |                         |               |                        |
| 610 | 14       | "Fatzcarraldo"                      | Mark Kirkland                | Michael Price                                | 12 de fevereiro de 2017 | WABF07        | 2,40                   |
| Quando todos os restaurantes de fast food em Springfield se tornam saudáveis, Homer é forçado a recorrer a cachorros de chili para o conforto. Enquanto isso, Lisa tenta salvar a estação de rádio da escola. Convidados: Glenn Close como Mona Simpson e Kevin Michael Richardson como Deuce |          |                                     |                              |                                              |                         |               |                        |
| 611 | 15       | "The Cad and the Hat"               | Steven Dean Moore            | Ron Zimmerman                                | 19 de fevereiro de 2017 | WABF08        | 2,44                   |
| Bart tem que lidar com sua culpa depois de trair Lisa. Enquanto isso, Homer começa a jogar xadrez, e todos em Springfield ficam impressionados com seus talentos. Convidados: Magnus Carlsen como ele mesmo, Seth Green como o Robot Chicken Nerd e Patton Oswalt como Culpa do Bart |          |                                     |                              |                                              |                         |               |                        |
| 612 | 16       | "Kramp Krustier"                    | Rob Oliver                   | David M. Stern                               | 5 de março de 2017      | WABF09        | 2,56                   |
| Bart e Lisa retornam de Acampamento Krusty, ambos traumatizados. Enquanto isso, Homer se torna um trabalhador mais produtivo. Convidados: Lizzy Caplan como Virginia Johnson e Michael Sheen como William Masters |          |                                     |                              |                                              |                         |               |                        |
| 613 | 17       | "22 for 30"                         | Chris Clements               | Joel H. Cohen                                | 12 de março de 2017     | WABF10        | 2,61                   |
| Em uma paródia de 30 for 30, Bart se torna um jogador de estrela do basquete, mas as coisas vão mal quando ele se envolve com a máfia. Convidados: Stephen Curry como ele mesmo, Earl Mann como O Narrador/Eddie Muntz e Joe Mantegna como Tony Gordo |          |                                     |                              |                                              |                         |               |                        |
| 614 | 18       | "A Father's Watch"                  | Bob Anderson                 | Simon Rich                                   | 19 de março de 2017     | WABF11        | 2,40                   |
| Marge vai a especialistas em convivência familiar para obter conselhos quando ela acha que Bart está no caminho do fracasso. Seguindo seu conselho, Homer abre uma loja de troféus. Convidados: Vanessa Bayer como Dr. Clarity Hoffman-Roth, Brian Posehn como Dumlee, Rob Riggle como Dr. Fenton Pooltoy e Adam Silver como ela mesma |          |                                     |                              |                                              |                         |               |                        |
| 615 | 19       | "Caper Chase"                       | Lance Kramer                 | Jeff Westbrook                               | 2 de abril de 2017      | WABF12        | 2.13                   |
| O Sr. Burns abre uma universidade com fins lucrativos, com Homer como um dos seus professores. Convidados: Jason Alexander como Verlander, Ken Jennings como ele mesmo, Stan Lee como ele mesmo , Robert McKee como ele mesmo, Suze Orman como ela mesma e Neil deGrasse Tyson como ele mesmo |          |                                     |                              |                                              |                         |               |                        |
| 616 | 20       | "Looking for Mr. Goodbart"          | Michael Polcino              | Carolyn Omine                                | 30 de abril de 2017     | WABF13        | 2.30                   |
| Bart passa o tempo com a mãe do diretor Skinner, Agnes. Enquanto isso, Homer e Lisa ficam viciadas em Peekimon Get . Convidados: Valerie Harper como Ma-Ma e Jennifer Saunders como Phoebe Pratt |          |                                     |                              |                                              |                         |               |                        |
| 617 | 21       | "Moho House"                        | Matthew Nastuk               | Jeff Martin                                  | 5 de maio de 2017       | WABF14        | 2.34                   |
| Homer e Marge tentam trabalhar em seu casamento. Enquanto isso, o amigo da escola internato do Sr. Burns, Nigel, vem à cidade e aposta no Sr. Burns que ele pode separar Homer e Marge. Para fazer isso, ele dá a Moe os fundos para construir um bar mais exclusivo chamado Moho House. Convidados: Valerie Harper vomo Mrs. Butterworth e Michael York commo Nigel |          |                                     |                              |                                              |                         |               |                        |
| 618 | 22       | "Dogtown"                           | Steven Dean Moore            | J. Stewart Burns                             | 21 de maio de 2017      | WABF15        | 2.15                   |
| Depois de uma questão legal, os cães tornam-se mais importantes do que os humanos, após isso eles começam a assumir a cidade. Convidados: Kevin Michael Richardson como Anger Watkins e Michael York como Dr. Budgie |          |                                     |                              |                                              |                         |               |                        |